# Anne Sexton
Anne Sexton, född 9 november 1928 i Newton, Massachusetts, död 4 oktober 1974 i Weston, Massachusetts, var en amerikansk poet. Hon mottog Pulitzerpriset för poesi för Leva eller dö 1967.

## Svenska översättningar
- Att bära en människa (översättning: Lars Gustav Hellström; Coeckelberghs, 1976)
- Sanningen de döda vet (översättning: Niclas Nilsson & Jenny Tunedal; Ellerströms, 2014)
- Leva eller dö (översättning: Niclas Nilsson; Ellerströms, 2017)